# Pharsman Ier d'Ibérie
Pharsman Ier d'Ibérie (Pharasmane) est un roi artaxiade d'Ibérie ayant régné de l'an 1 à 58 apr. J.-C. selon la chronologie de Cyrille Toumanoff qui l'identifie au roi Aderk des Chroniques géorgiennes et qui le nomme également « Pharnabaze III ».

## Biographie

### Tradition géorgienne
Selon la Chronique géorgienne, le roi « Aderk »  a comme père Kartam et règne 57 ans de 2 av. J.-C. à 55 apr. J.-C.. Il aurait donc été un contemporain de Jésus-Christ et d'une tentative d'évangélisation de l'Ibérie par l'apôtre saint André.
Toujours selon la « tradition géorgienne », Aderk, fils de Kartam d'Egrissi, le gendre, fils adoptif et héritier présomptif du roi Pharnabaze II, est déshérité par la révolte de Mirvan II. Il s'échappe alors en Arménie, le pays de ses ancêtres, où le roi l'accueille à sa cour et lui donne sa fille comme épouse. Aderk ou Ardèche se révolte contre le roi Artaxias II d'Ibérie, fils et successeur de Mirvan II, vers l'an 5 av. J.-C., et il marche contre lui. Les deux armées se rencontrent dans le Trialeth, Artaxias II est tué lors d'un combat singulier à l'arc et Aderk-Ardèche devient roi.

### Sources contemporaines
Selon les sources contemporaines latines, le roi Pharsman (Ier) est le « fils à ce que l'on croit, de Mithridate l'Ibérien ». Vers l'an 35, Pharasman Ier intervient chez les Parthes et en Arménie et place sur le trône dans un premier temps son frère Mihrdat (Mithridate), puis le gendre et meurtrier de ce dernier, son propre fils aîné Rhadamiste, qui est aussi l'époux de sa cousine Zénobie. Mais bientôt, les nobles arméniens se révoltent contre ce dernier, qui doit se réfugier en Karthli auprès de son père. Pharasman Ier le fait assassiner en 54.
Pharsman lui-même meurt en 58 et a comme successeur son second fils Mihrdat Ier.

## Postérité
D'après les mêmes sources, Pharsman Ier aurait donc eu quatre enfants :
- Rhadamiste ;
- Mihrdat Ier ;
- une fille, épouse de son oncle Mithridate d'Arménie, tuée avec lui et leurs enfants, par son frère Rhadamiste[8].

Cyrille Toumanoff lui ajoute un fils, Amazaspe, mort en 114.
De manière inconciliable, pour la « tradition géorgienne », c'est à cette époque que commence le règne conjoint de  55 à 72 apr. J.-C. de deux rois : « Bartom II et Kartham, Karthlosides » et fils d'Aderk :
- Bartom II, roi de Mtskheta, fils « d'Aderk et de la fille du roi d'Arménie » ;
- Qartam, roi d'Armaz, fils d'Aderk dont le nom de la mère n'est pas précisé.

## Diarchie duIersiècle?
D'après les Chroniques géorgiennes issues de Léonti Mroveli ou de ses sources inconnues, sur le conseil des aznaouris (nobles), Aderk aurait partagé son royaume entre ses deux fils : Bartom II, roi de Mtskheta, et Qartam, roi de la forteresse d'Armaz. Ces derniers auraient eux-mêmes, toujours d'après Léonti Mroveli ou ses sources, les successeurs suivants soit onze règnes:
- 55-72 : Bartom II, roi de Mtskheta, et Qartam, roi d'Armaz, règnent ensemble 17 ans ;
- 72-87 : Kaos, roi de Mtskheta, et Pharsman Ier d'Armaz, règnent ensemble 15 ans ;
- 87-103 : Armazel, roi de Mtskheta, et Azork, roi d'Armaz, règnent ensemble 16 ans ;
- 103-113 : Derok, roi de Mtskheta, et Amazasp Ier, roi d'Armaz, règnent ensemble 10 ans ;
- 113-129 : Mihrdat, roi de Mtskheta, et Pharasman II, roi d'Armaz, règnent ensemble 16 ans.

Si l'on suit la Chronique géorgienne, les deux lignées royales auraient donc régné par paires sur les deux parties du royaume pendant cinq générations sur une période réduite de moins de 74 ans. Outre l'incohérence des dates proposées, ce système est pour le moins très improbable même si les noms de rois connus des sources étrangères contemporaines se retrouvent dans trois rois d'Armaz (Pharasman Ier et II & Amazap).
Marie-Félicité Brosset doutait déjà de cette double royauté récurrente : De son côté, Cyrille Toumanoff estime « naïvement artificielle cette soi-disant succession de diarches qui montent sur le trône et meurent simultanément » et récuse formellement ce système. Il considère donc que le seul successeur du roi Mihrdat Ier est son fils Amazap Ier.